# Crustomyces expallens
Crustomyces expallens är en svampart som först beskrevs av Giacopo Bresàdola, och fick sitt nu gällande namn av Hjortstam 1987. Crustomyces expallens ingår i släktet Crustomyces och familjen Cystostereaceae.  Arten är reproducerande i Sverige. Inga underarter finns listade i Catalogue of Life.